# Дульцевка
Ду́льцевка (рос. Дульцевка, башк. Дульцевка) — присілок у складі Аскінського району Башкортостану, Росія. Входить до складу Урміязівської сільської ради.
Населення — 26 осіб (2010; 31 у 2002).
Національний склад:
- росіяни — 74 %
- башкири — 26 %